# حرية الحركة الفلسطينية

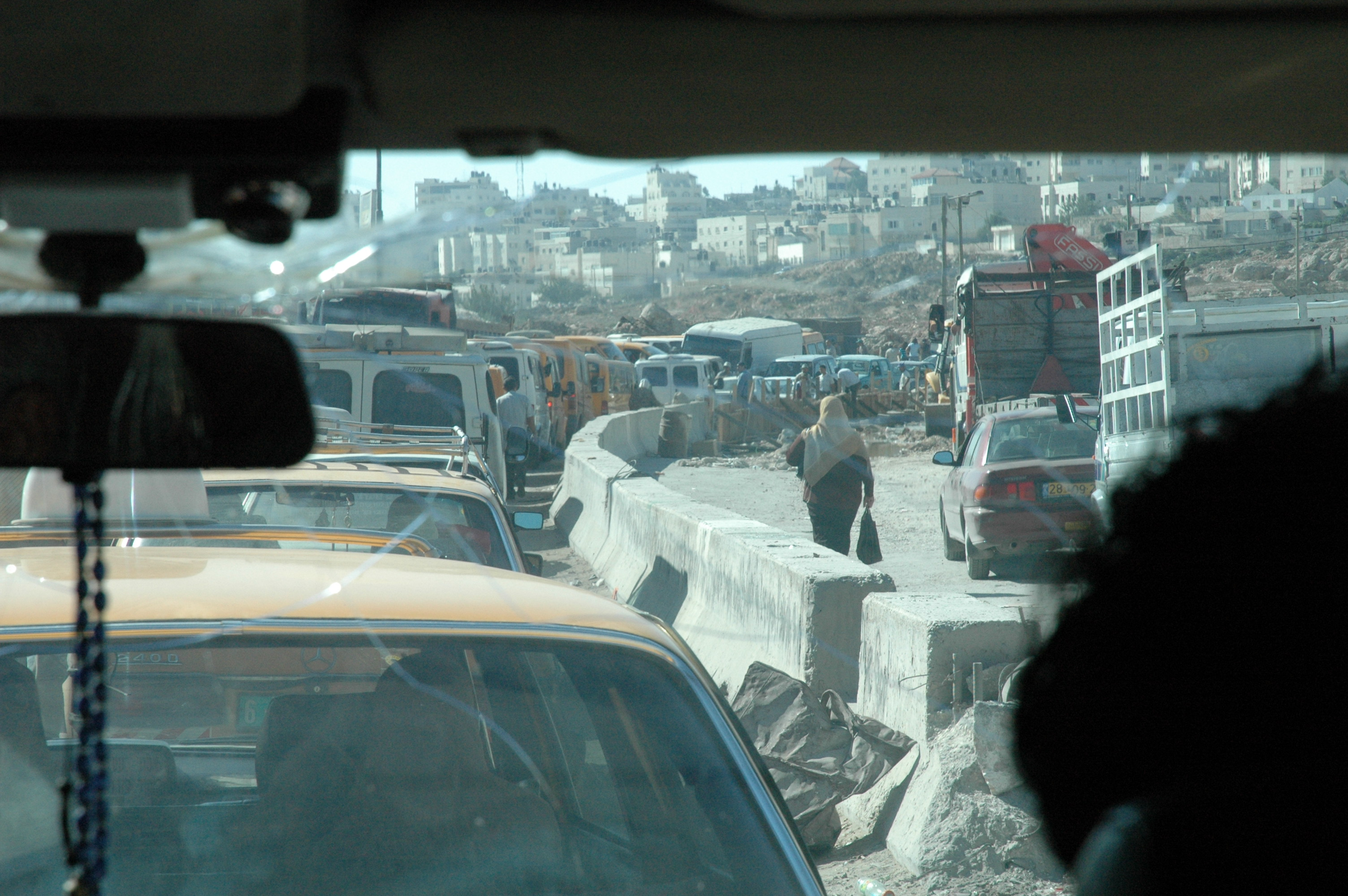
حاجز قلنديا، أغسطس 2004

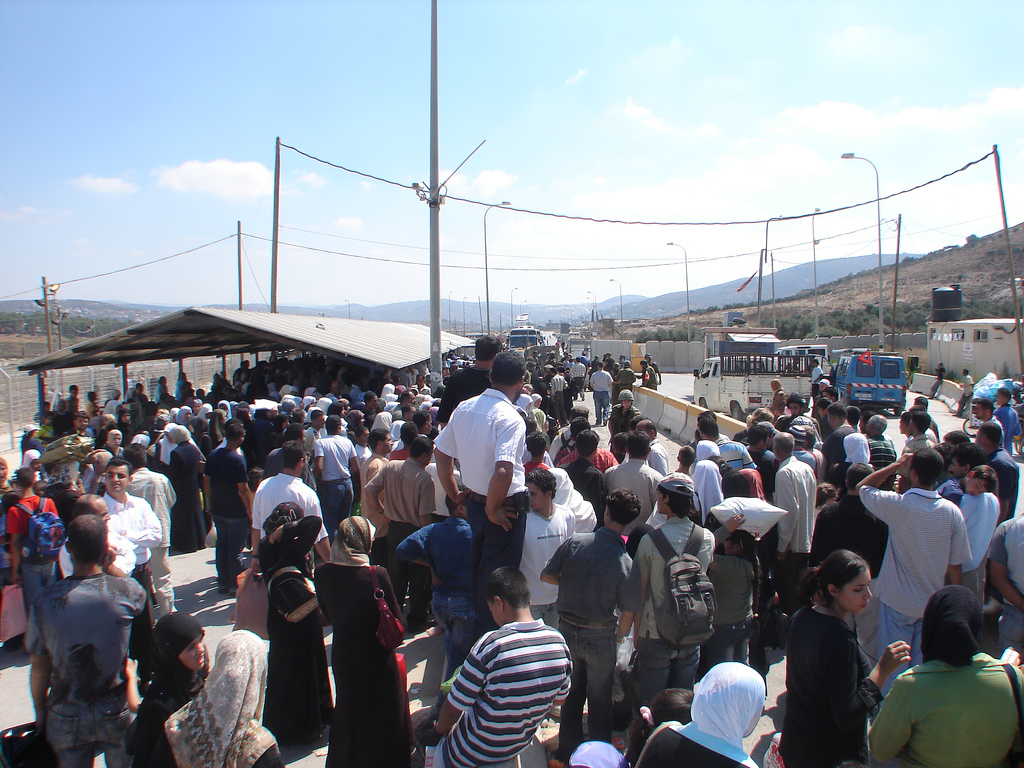
حاجز حوارة، جنوب نابلس

حرية الحركة الفلسطينية (بالإنجليزية: Palestinian freedom of movement)‏ يعد تقييد حركة الفلسطينيين في الأراضي التي يسطير عليها الإحتلال، مشكلة في الصراع مع الإحتلال. وفقا لمنظمة بتسيلم، في أعقاب حرب عام 1967، تم إعلان المناطق المحتلة مناطق عسكرية مغلقة. في عام 1972، صدرت أوامر خروج عامة تسمح لسكان تلك المناطق بالتنقل بحرية بين الضفة الغربية والمناطق المحتلة وغزة. بعد الانتفاضة الفلسطينية الأولى بحلول عام 1991، ألغيت أوامر الخروج العامة هذه، وكانت هناك حاجة إلى تصاريح خروج شخصية. وفقًا لمنظمة بتسيلم، سُنَّت إجراءات الإغلاق الشامل للأراضي المحتلة للمرة الأولى في عام 1993، وستؤدي إلى إغلاق كلي بعد تصاعد العنف السياسي الفلسطيني.
في منتصف التسعينيات، ومع تنفيذ اتفاقيات أوسلو وتقسيم الضفة الغربية وقطاع غزة إلى ثلاثة أقسام إدارية منفصلة، لم يكن هناك تغيير كبير في هذه القيود. نتج عن عمليات الإغلاق الشامل التي أعقبت اندلاع الانتفاضة الثانية بضعة أشهر من الحظر شبه الكامل على حركة الفلسطينيين داخل جدار الفصل العنصري وبين الضفة الغربية وقطاع غزة. بعد ذلك سمح الاحتلال بالسفر المحدود للفلسطينيين إلى الداخل (أراضي 1948) لتلقي العلاج الطبي والتجارة والاحتياجات الأخرى، وتم السماح لعدد محدود من العمال بالعمل في الداخل المحتل. كان هذا الوضع لا يزال ساري المفعول اعتبارًا من عام 2010. في بعض الأحيان، ما زال الاحتلال يضع عمليات إغلاق وإلغاء تصاريح شاملة عقب أعمال المقاومة التي يقودها الفلسطينيون وخلال أعياد الاحتلال، يقول الاحتلال إن نظام القيود ضروري لحماية الذين يعيشون في المناطق المحتلة والمستوطنات الإسرائيلية.

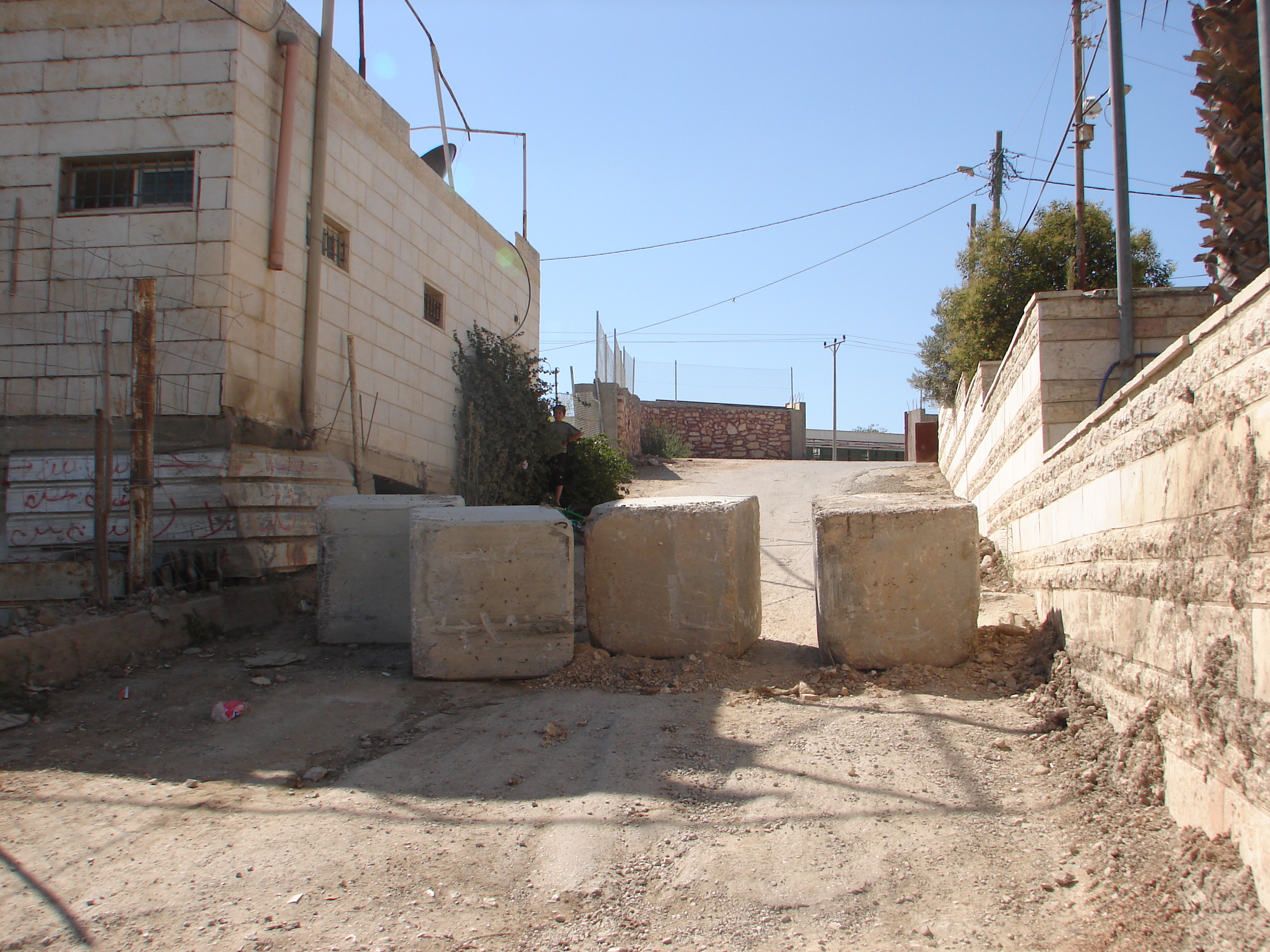
حواجز الطرق الأسمنت متر مربع تستخدم لتقييد الوصول. يوليو 2006

يفرض الإحتلال قيودًا على حرية حركة الفلسطينيين في الضفة الغربية من خلال استخدام نظام من نقاط التفتيش الدائمة والمؤقتة والعشوائية، وجدار الفصل العنصري وحظر استخدام الفلسطينيين للطرق. خلص تقرير للبنك الدولي لعام 2007 إلى أن الضفة الغربية «تعاني من قيود شديدة ومتسعة على الحركة والوصول، ومستويات عالية من عدم القدرة على التنبؤ والاقتصاد المتعثر». قد تشمل العوائق المادية غير المأهولة لسد الطرق والمسارات أكوام الأوساخ والكتل الخرسانية والأحجار الكبيرة والحواجز والخنادق والبوابات المعدنية. قد يتم تغيير العوائق المادية في كثير من الأحيان، على أساس الظروف السياسية والأمنية.
وفقا لسلطات الاحتلال، خلال الفترة 2008-2009، تمت إزالة عدد كبير من نقاط التفتيش. اعتبارًا من يوليو 2009، أبلغت سلطات الاحتلال عن إزالة 27 نقطة تفتيش و 140 حاجزًا لتخفيف القيود الأمنية في الضفة الغربية. وقيل إنه تم فتح 140 حاجزًا إضافيًا أمام حركة المرور في عام 2008. وحتى عام 2009، كان هناك 504 حاجزًا ترابيًا و 14 نقطة تفتيش في الضفة الغربية.

## الخلفية
الاحتلال الإسرائيلي المستمر للأراضي الفلسطينية وتوسيع المستوطنات الإسرائيلية، حتى عام 2005 أيضا في غزة، عزز القتال بين الفلسطينيين والاحتلال. خلال الانتفاضة الفلسطينية الثانية عام 2000، رداً على هجمات المقاومة الفلسطينية على كل من جيش الاحتلال، شددت حكومة الإحتلال الحدود. تم تطوير نظام شامل للقيود المفروضة على حرية حركة الفلسطينيين داخل الضفة الغربية. يتكون هذا النظام من عقبات في البنية (نقاط التفتيش، حواجز الطرق، حاجز الضفة الغربية)، والقيود الإدارية (الطرق المحظورة، متطلبات الترخيص، القيود العمرية). منذ سيطرة حماس على غزة في عام 2007، يفرض الاحتلال حصارًا كاملاً على قطاع غزة، وتقييد واردات ومناطق الصيد، وحركة البضائع والناس بين الضفة الغربية وقطاع غزة.
يُعرف التقييد المنهجي لحرية حركة الفلسطينيين أيضًا باسم «سياسة الإغلاق الإسرائيلية» أو «سياسة الفصل بين قطاع غزة والضفة الغربية». يتم فرض سياسة الإغلاق على السكان الفلسطينيين كتدبير جماعي. إنه يؤثر على الحركة داخل أجزاء من الأرض الفلسطينية المحتلة، بين الضفة الغربية وقطاع غزة، وبين الأراضي الفلسطينية المحتلة والإحتلال وكذلك بين الأراضي الفلسطينية المحتلة وبقية العالم. بينما يسيطر الاحتلال بشكل مباشر على الحدود بين الداخل المحتل (الأراضي المحتلة عام 1948) والضفة الغربي وقطاع غزة، إلا أنها تسيطر على الحدود مع مصر والأردن بشكل غير مباشر من خلال أحكام اتفاقية الحركة والوصول ومعاهدة السلام بين الإحتلال والأردن على التوالي.

## التاريخ
بعد حرب الأيام الستة عام 1967، أعلن جيش الاحتلال أن الضفة الغربية وقطاع غزة مناطق عسكرية مغلقة بموجب الأمر العسكري رقم 1. في عام 1972، صدرت أوامر خروج عامة تسمح لسكان الضفة الغربية وقطاع غزة بالمغادرة بحرية، والسفر بين قطاع غزة والضفة الغربية. كما سُمح للفلسطينيين بالسفر إلى المناطق المحتلة (داخل الخط الأخضر)، بما في ذلك القدس الشرقية بعد قيام الاحتلال بضمها. لم يُسمح للفلسطينيين بالتواجد في الأرضي التي تخضع للسيطرة العسكرية للاحتلال بين الساعة 1:00 والساعة 5:00 صباحًا. تم تقييد أوامر الخروج هذه للمرة الأولى في يونيو 1989، بعد وقت قصير من بدء الانتفاضة الفلسطينية الأولى. أقام الإحتلال نظام البطاقة الممغنطة ولم يسمح سوى لأولئك الذين يحملون هذه البطاقة بدخول إلى الداخل المحتل (مناطق عام 1948) من قطاع غزة. لم تصدر البطاقات الممغنطة للسجناء المفرج عنهم أو المعتقلين الإداريين السابقين أو الأشخاص الذين تم احتجازهم وإطلاق سراحهم دون توجيه تهم إليهم.
في عام 1991، أثناء حرب الخليج، ألغيت أوامر الخروج العامة وسياسة جديدة تطلب من كل مقيم الحصول على تصريح خروج شخصي لدخول الأراضي التي تخضع للسيطرة العسكرية للاحتلال. في البداية، يمكن أن يستمر معظم الفلسطينيين في دخول الأراضي المحتلة بشكل روتيني منذ أن أصدر الاحتلال تصاريح عديدة لفترات طويلة نسبيًا. تدريجيا، ومع ذلك، أصبحت سياسة الاحتلال التصاريح أكثر وأكثر تشددا. بموجب سياسة الإغلاق الدائم، طالب سكان غزة بتصريح خروج شخصي لدخول الأراضي المحتلة عام 1948 أو الضفة الغربية.
في مارس 1993، فرض الإحتلال إغلاقًا كليًا على قطاع غزة بنقاط التفتيش التي بنيت حديثًا. وفُرضت سياسة الإغلاق الشامل في أعقاب مقتل 15 من قوات الاحتلال على أيدي المقاومة الفلسطينية في الأراضي الفلسطينية. وادعى الاحتلال أن عمليات الإغلاق توفر الأمن لهم، وتحد من المقاومة الفلسطينية. تقول أمل جمال، أستاذة العلوم السياسية بجامعة تل أبيب، إن السياسة استخدمت «كسلاح سياسي لإجبار الفلسطينيين على قبول تحسينات اقتصادية قصيرة الأجل على الحلول الإقليمية والسياسية الطويلة الأجل».
في سبتمبر 2000، أدت بداية الانتفاضة الفلسطينية الثانية إلى إغلاق الاحتلال وقيوده على حركة الفلسطينيين. من أكتوبر 2000، فرض الاحتلال إغلاقًا شاملًا على قطاع غزة. في عام 2005، تم إخلاء المستوطنون في مستوطنات غوش قطيف كجزء من خطة الإحتلال لفك الارتباط من جانب واحد، وتوقفت جميع قيود الاحتلال على الحركات الداخلية. في عام 2007، سيطرة حماس على قطاع غزة، وبعد ذلك فرض الاحتلال ومصر حصارًا على قطاع غزة وأغلقت حدودها إلى حد كبير. شدد الاحتلال الحصار بعد أن بدأت حماس في إطلاق الصواريخ على المستوطنات. يقيد الحصار حركة الناس إلى داخل الخط الأخضر وإلى أجزاء أخرى من الأراضي الفلسطينية. وفقاً لبتسيلم، فإن قيود الاحتلال الحالية على الحركة الفلسطينية، والتي تم تنفيذها منذ بداية الانتفاضة الفلسطينية الثانية، هي الأكثر صرامة التي طبقها الاحتلال حتى الآن.

## تقييد الحركة في الضفة الغربية
ووصفت منظمة بتسيلم الحقوقية نقاط التفتيش والحواجز التي أقيمت في الضفة الغربية بأنها غير قانونية وعقاب جماعي. ووفقًا لمنظمة بتسيلم، فإن الغرض الأصلي من الرد على «تهديدات أمنية محددة» أصبح أيضًا تسهيل المرور الآمن للمستوطنين على الطرق التي تقتصر على الفلسطينيين. العديد من القيود تنتهك مبدأ التناسب وبالتالي فهي غير قانونية. تقسم حواجز الطرق الضفة الغربية إلى ستة أقسام متصلة بالكاد، وتجعل من الصعب على الفلسطينيين الوصول إلى الخدمات الطبية والسفر إلى العمل ونقل البضائع وزيارة الأقارب. وقالت وزارة العدل رداً على ذلك أن حواجز الطرق وضعت لحماية المستوطنين بعد سلسلة طويلة من الهجمات الإستشهادية وإطلاق النار من قبل النشطاء الفلسطينيين، ومنعت المئات من هذه الهجمات.

### حواجز الطرق وركام التراب

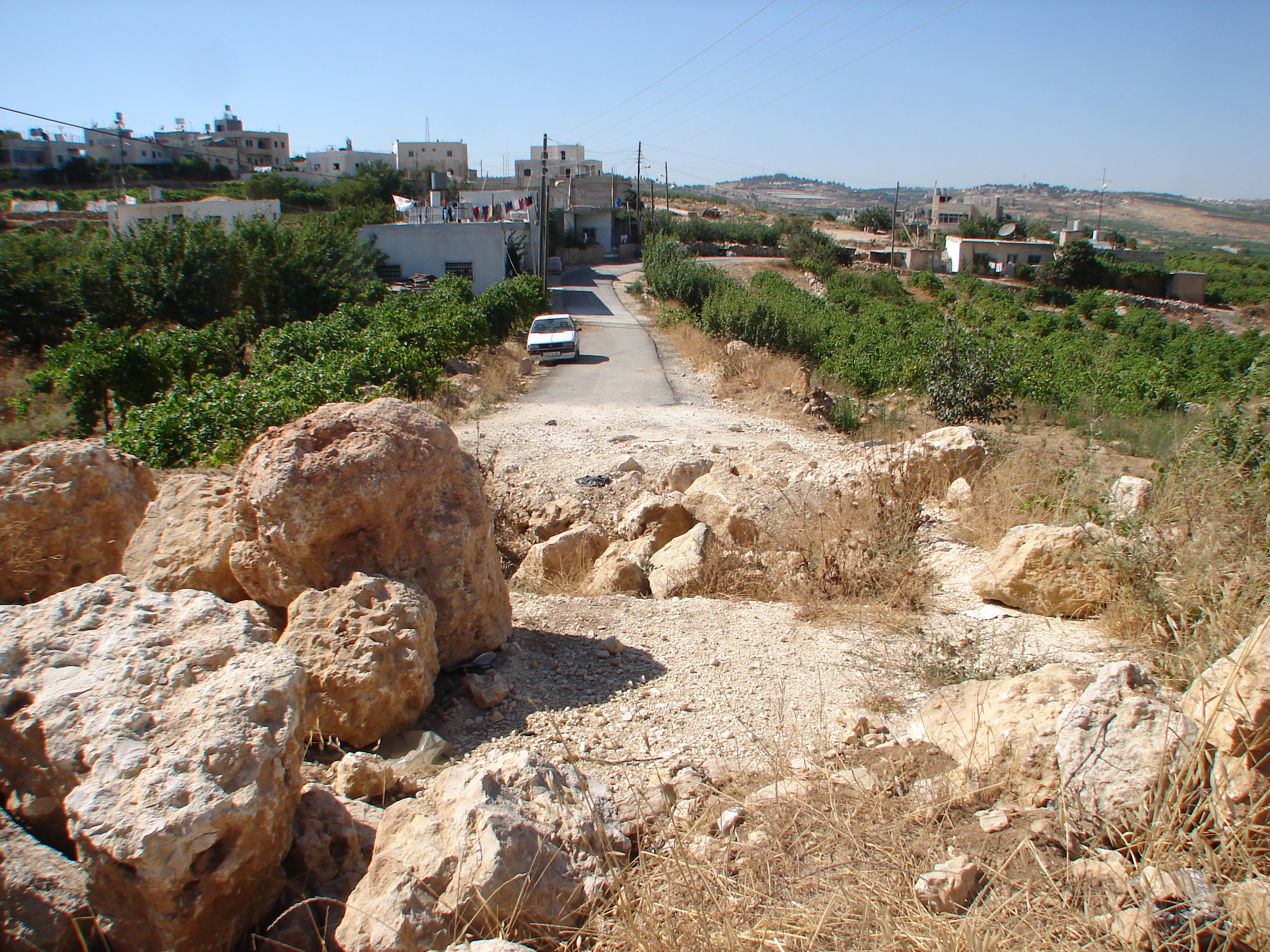
حواجز طرق بركام من تراب

حواجز الطرق والأرض هي أشياء تمنع حركة المرور، وعادة ما تستخدم لتوجيه حركة المرور الفلسطينية إلى الحواجز. حواجز الطرق عبارة عن سلسلة من الكتل الخرسانية للمتر المكعب تقريبًا. التراب هي تلال من الركام والأوساخ و / أو الصخور. بدلاً من ذلك، يتم استخدام الخنادق للتحكم في حركة المركبات أو بوابات الطرق المعدنية لمنع الوصول.

### نقاط التفتيش

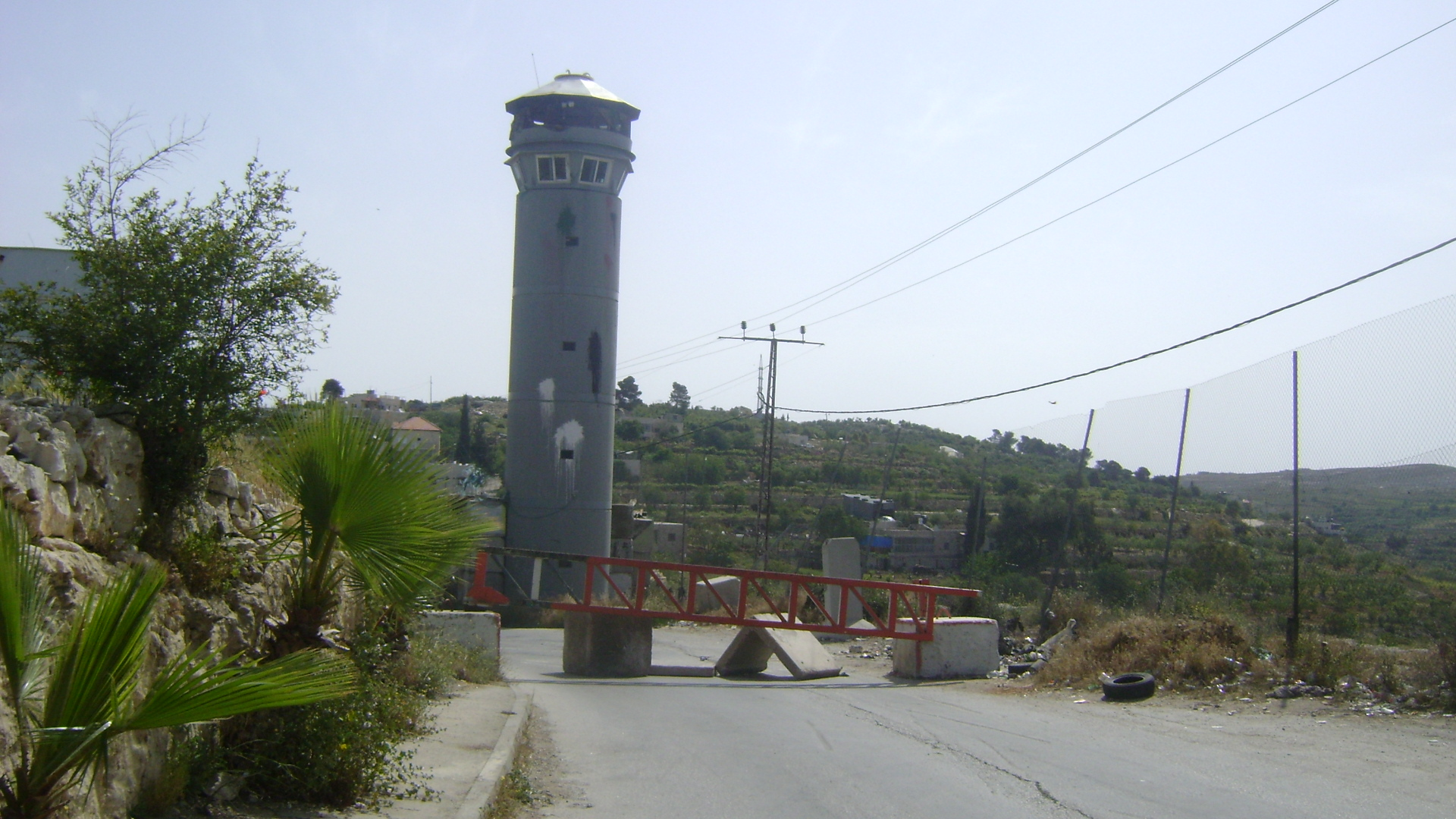
حواجز الطرق في بيت أمر، 2010

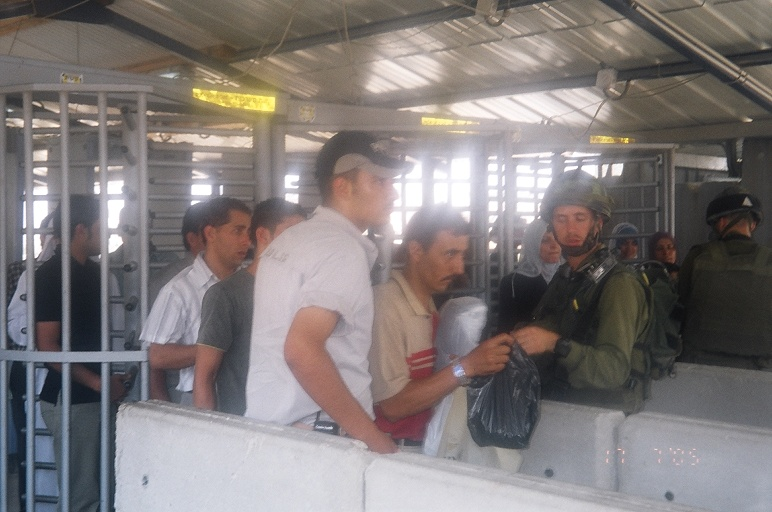
حاجز حوارة، يوليو 2005

وفقًا لمنظمة بتسيلم، كانت هناك 99 نقطة تفتيش ثابتة في الضفة الغربية في سبتمبر 2013، بالإضافة إلى 174 نقطة تفتيش مفاجئة (حاجز طيار). في أغسطس 2013، تم حساب 288 نقطة تفتيش طيران. في نهاية عام 2012، كان عدد أوتشا في المتوسط حوالي 532 عائقًا شهريًا، بما في ذلك حواجز الطرق والتلال الترابية والجدران الترابية وبوابات الطرق وحواجز الطرق والخنادق.

### نقاط التفتيش داخل الضفة الغربية
يستخدم الاحتلال معظم نقاط التفتيش للسيطرة على الحركات الداخلية للفلسطينيين بهدف معلن وهو تعزيز أمن الاحتلال ومنع الذين يرغبون في الإيذاء من العبور. اعتبارًا من 31 آب (أغسطس) 2009، وفقًا لمنظمة بتسيلم، كان لدى جيش الاحتلال 60 نقطة تفتيش دائمة داخل الضفة الغربية، 18 منها في مدينة الخليل. ووفقًا لمنظمة بتسيلم، هناك 28 موظفًا يعملون بشكل منتظم - بعضهم على مدار الساعة، والبعض الآخر فقط خلال اليوم، والبعض الآخر ساعات قليلة فقط في اليوم. ووفقًا لمنظمة بتسيلم، فإن نقاط التفتيش الدائمة تشكل أشد القيود المفروضة على حركة الفلسطينيين، الذين يخضعون لفحوصات تتسبب غالبًا في تأخير طويل وفي بعض نقاط التفتيش، يمنع الجنود كل فلسطيني من المرور باستثناء من يحملون تصاريح خاصة.
لا تسمح العديد من نقاط التفتيش إلا بمرور الفلسطينيين الذين يستوفون معايير معينة تتعلق بالجنس والعمر. تشير الأرقام الصادرة عن مكتب الأمم المتحدة لتنسيق الشؤون الإنسانية (أوتشا) إلى أنه كان هناك في المتوسط 65 نقطة تفتيش عشوائية في الضفة الغربية كل أسبوع بين سبتمبر 2008 ونهاية مارس 2009.

### نقاط التفتيش بين المناطق التي تخضع لسيطرة الاحتلال والضفة الغربية
هناك 39 من نقاط التفتيش هذه دائمة وموظفة وتعمل 24 ساعة في اليوم وتكون بمثابة نقاط السيطرة الأخيرة بين الضفة الغربية والمناطق التي تخضع لسيطرة الاحتلال. على الرغم من أن الأراضي الواقعة داخل الخط الأخضر فقط تُدار كجزء من قبل الاحتلال، وفقًا لمنظمة بتسيلم، فإن معظم نقاط التفتيش هذه تتمركز في الضفة الغربية، وغالبًا على بعد كيلومترات من الخط الأخضر.
يوجد في الضفة الغربية 63 بوابة في جدار الفصل العنصري، نصفها متاح للاستخدام الفلسطيني. ومع ذلك، يجب على الفلسطينيين الحصول على تصريح لعبور. حسب بتسيلم، أبواب الفلسطينيين مفتوحة لبضع ساعات كل يوم.

### سوء سلوك العاملين في نقاط التفتيش
أصدر المدعي العام العسكري لجيش الإحتلال اللواء مناحيم فينكلشتاين بيانًا أمام لجنة الدستور والعدالة والقانون بالكنيست، ذكر فيه أن هناك العديد من الشكاوى حول قيام القوات التي تدير نقاط التفتيش بإساءة معاملة الفلسطينيين وإذلالهم. وقال إن العدد المفرط للشكاوى «أضاء ضوءًا أحمر». وقال إن عدد الشكاوى تطلب إجراء فحص لمعرفة ما إذا كان سوء السلوك ناجم عن عبء العمل المفرط لجنود جيش الاحتلال الذين يحرسون نقاط التفتيش.
تم طرد جندي إسرائيلي من الخدمة وسجن لمدة أسبوعين لرفضه مرور امرأة فلسطينية حامل في المخاض. أُجبرت المرأة على الولادة عند نقطة التفتيش وعانت من الإجهاض.

### سهولة القيود
في بعض الأحيان، تم الإعلان عن سهولة القيود. صرح جيش الاحتلال أنه خلال عام 2008، أزال المعابر، 140 حاجز طريق وثمانية نقاط تفتيش مركزية «في محاولة لتحسين حرية الحركة للسكان المدنيين الفلسطينيين في يهودا والسامرة ووادي الأردن». اعتبارًا من يوليو 2009، أبلغت سلطات الاحتلال أنه تمت إزالة 27 نقطة تفتيش إضافية و 140 حاجز طريق. في الواقع، بين أبريل 2009 ونهاية مارس 2010، نفذ جيش الاحتلال سلسلة من التدابير التي حسنت حرية الحركة، بما في ذلك إزالة العقبات. ومع ذلك، لم يحدث تحسن كبير في الوصول إلى المناطق الواقعة خلف الجدار. نظرًا لاختلاف التعريفات، يعد جيش الاحتلال عقبات أقل من أوتشا.

### تقسيم الضفة الغربية
وفقًا لمنظمة بتسيلم، تم تقسيم الضفة الغربية إلى ست مناطق متميزة بسبب قيود الاحتلال - الشمال، الوسط، الجنوب، غور الأردن، شمال البحر الميت، الجيوب التي أنشأها جدار الضفة الغربية والقدس الشرقية. يعد التنقل بين هذه المناطق أمرًا صعبًا وحدثًا استثنائيًا، الأمر الذي يتطلب تبريرا للمسؤولين ووقتًا طويلًا ونفقات كبيرة في بعض الأحيان. وفقًا لتقرير صادر عن البنك الدولي في عام 2007 بعنوان «تقييد الحركة والوصول في الضفة الغربية»، يتم تنفيذ الإغلاق في الضفة الغربية من خلال مجموعة من السياسات والممارسات والعقبات التي قسمت المنطقة إلى كانتونات أصغر وأكثر انفصامًا.
وفقًا لسعيد زيداني، فإن حوجز الاحتلال تعيق سفر الفلسطينيين بين الضفة الغربية وقطاع غزة والقدس الشرقية من غزة والعالم الخارجي. «إنها تجعل من الصعب للغاية على الفلسطينيين حتى الانتقال من مدينة إلى أخرى ومن قرية إلى أخرى داخل نفس المنطقة أو المنطقة».

### حاجز الضفة الغربية ومنطقة التماس

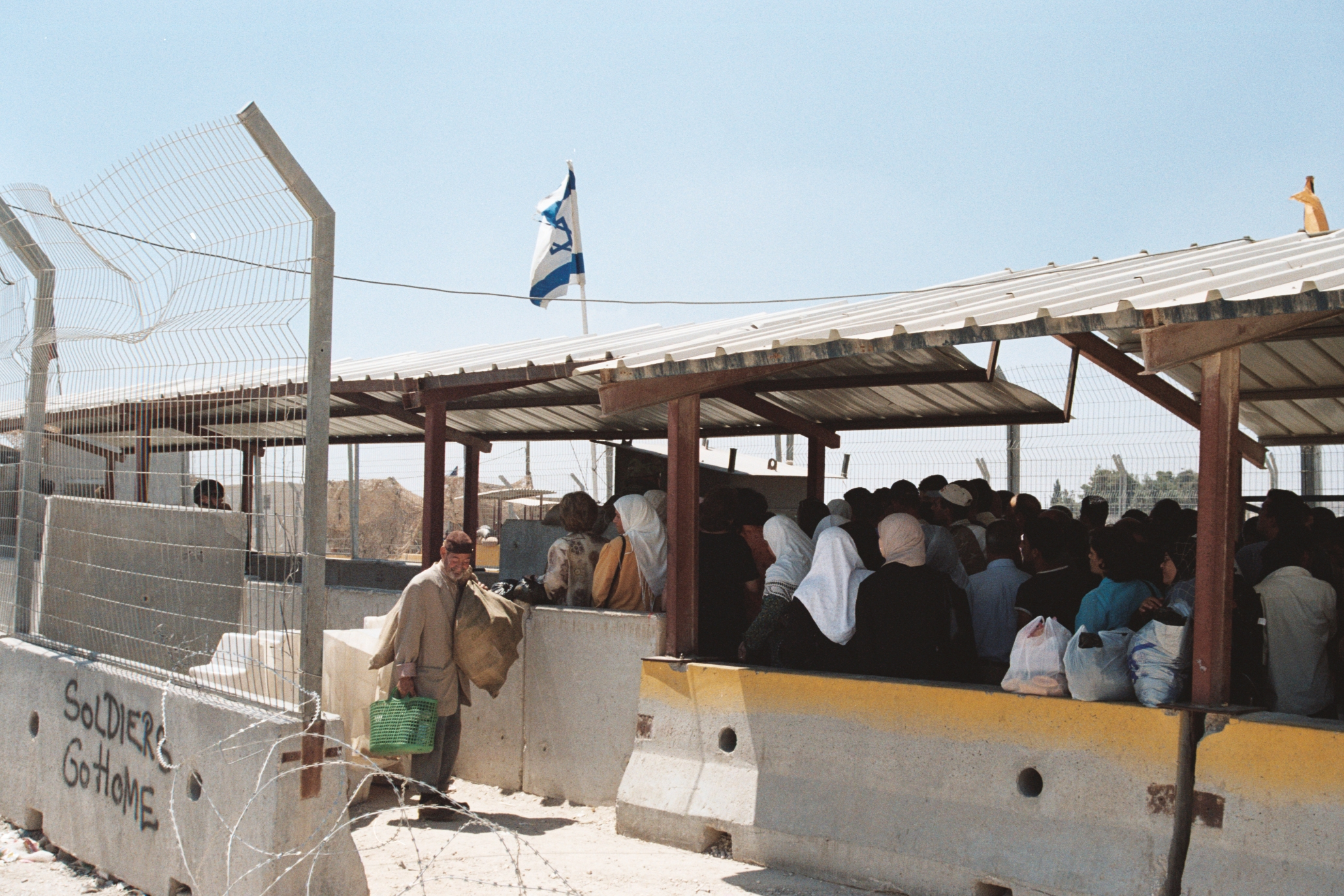
يُعرف حاجز قلنديا بين القدس ورام الله كنقطة اشتعال متكررة بين المحتجين الفلسطينيين وقوات الاحتلال.

الجدار الفاصل في الضفة الغربية هو أكبر عقبة أمام الحركة الفلسطينية. تعرف المنطقة الواقعة بين الجدار والخط الأخضر باسم منطقة التماس. هناك العديد من بساتين الزيتون في منطقة التماس، وعلى الرغم من أن الاحتلال فتحت «بوابات موسمية» في الجدار وأصدرت تصاريح للمزارعين، إلا أن إنتاج الزيتون قد أعاقه عدم توفر المزارعين الفلسطينيين على مدار العام.
لاحظ تقرير للأمم المتحدة صدر في أغسطس 2005 أن وجود الجدار «يحل محل الحاجة إلى عمليات الإغلاق: على سبيل المثال، التنقل داخل شمال الضفة الغربية أقل تقييدًا حيث تم بناء الجدار، كما تمت إزالة العقبات في رام الله ومحافظات القدس حيث الجدار قيد الإنشاء». يشير التقرير إلى أن المزيد من حرية الحركة في المناطق الريفية قد تسهل وصول الفلسطينيين إلى المستشفيات والمدارس، لكنه يشير أيضًا إلى أن القيود المفروضة على التنقل بين المراكز السكانية الحضرية لم تتغير بشكل كبير.

### إغلاق الضفة الغربية
خلال عمليات الإغلاق، يتم تجميد جميع تصاريح السفر الصادرة لسكان الضفة الغربية عبر الخط الأخضر، سواء كانت لأغراض العمل أو التجارة أو العلاج الطبي. في عام 2006، كان هناك 78 يوم إغلاق. في عام 2005، كان هناك 132. مثل إغلاق الضفة الغربية شائع خلال الأعياد الدينية اليهودية.
وقعت احتجاجات عند نقطة تفتيش على الطريق من موقع بيت لحم المسيحي إلى القدس. اشتكى المسيحيون الفلسطينيون من رغبتهم في حضور الكنيسة في القدس للاحتفال بيوم النخيل الأحد المقدس، لكن النظام الأمني للاحتلال منعهم. وانضم إلى المحتجين المسيحيين مسلمون وفلسطينيون علمانيون.

### الطرق الممنوعة

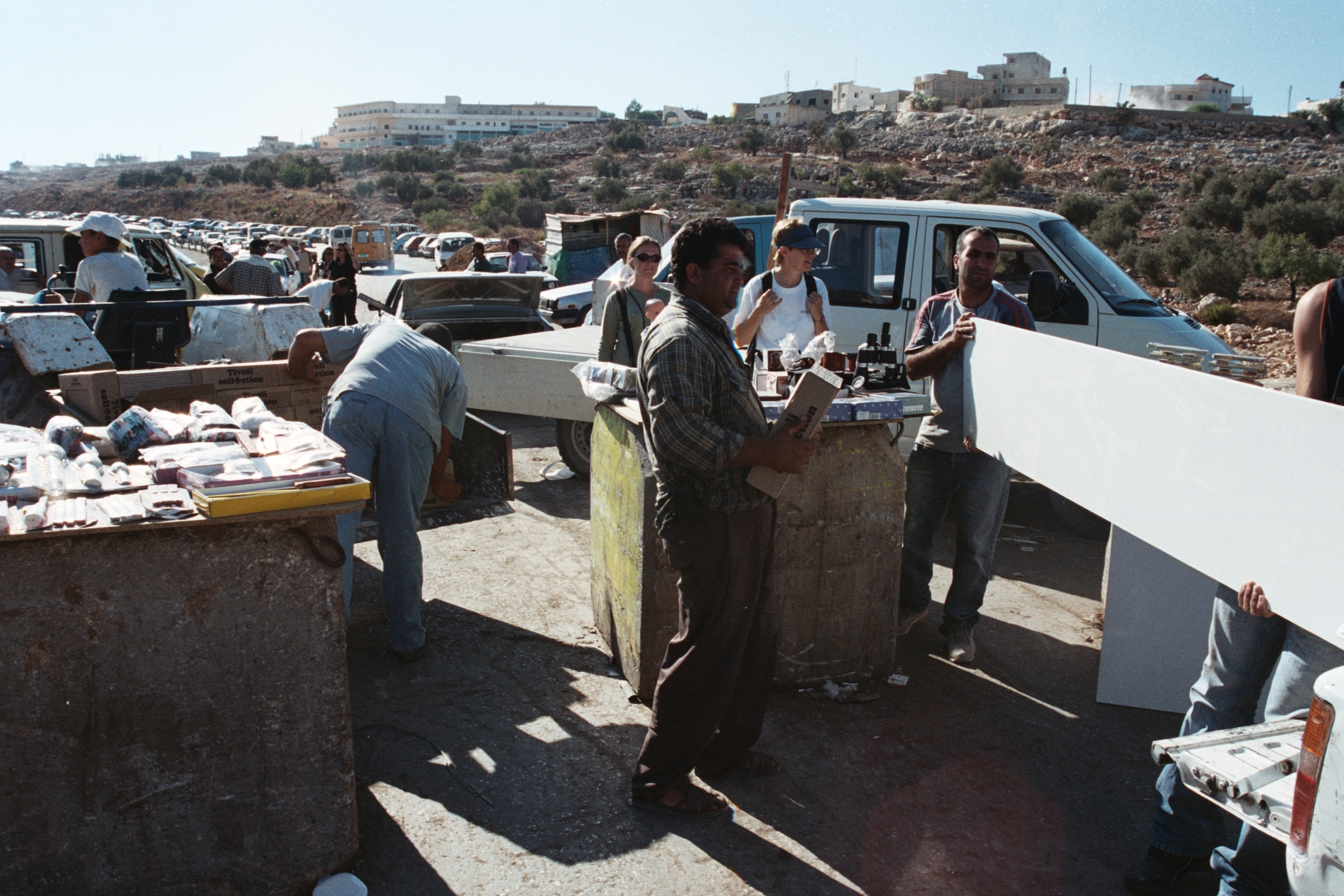
فلسطينيون ينقلون البضائع من جانب واحد من حاجز طريق إلى الجانب الآخر، 2004.

منع الاحتلال الفلسطينيين من استخدام طرق معيّنة في الضفة الغربية وصنّفت هذه الطرق للاستخدام الوحيد أو الوحيد من الناحية العملية للاحتلال، أولاً وقبل كل شيء للمستوطنين. يُحظر على الفلسطينيين حتى عبور بعض هذه الطرق بالمركبات، وبالتالي تقييد وصولهم إلى الطرق غير المحظورة على الجانب الآخر. يجبرون على عبور الطريق سيرا على الأقدام. تستند حظر السفر الفلسطيني إلى «أوامر شفهية» تُعطى للجنود.
في عام 2007، حصرت بتسيلم حوالي 312 كيلومتراً من الطريق الرئيسي في الضفة الغربية والتي كانت ممنوعة أو مقيدة بالسيارات التي تحمل لوحات أرقام فلسطينية. في عام 2013 تم تخفيض هذا إلى حوالي 67 كيلومترا.
في عام 2004، اقترح الاحتلال بناء شبكة طرق منفصلة في الضفة الغربية للفلسطينيين بالتوازي مع الطرق السريعة الرئيسية، تدفعها الدول المانحة. سيستغرق الأمر مكان الطرق الرئيسية التي يمنع جيش الاحتلال الفلسطينيين من الوصول إليها، ولا يسمح لهم سوى بالسيارات الإسرائيلية. ستمول الدول المانحة بناء الأنفاق والجسور، وتحديث الطرق الثانوية الحالية وتمهيد الطرق الجديدة، لما مجموعه 500 كيلومتر من الطرق. قدم مجلس الأمن القومي الإسرائيلي شبكة الطرق الجديدة كحل للإغلاق الداخلي المفروض على الفلسطينيين. ستوفر الشبكة «تواصل المواصلات» للفلسطينيين والتواصل الإقليمي بين المستوطنات وأراضي عام 1948. رفض الفلسطينيون اقتراح الاحتلال «لأنه سيديم المستوطنات ويعزز نظام الفصل العنصري».

#### طريق 443
انتقد البروفيسور ديفيد كريتسمير، الذي يدرس القانون الدستوري والقانون الدولي في الجامعة العبرية في القدس وكلية رمات غان للقانون، إغلاق الطريق رقم 443 أمام الفلسطينيين في هآرتس.
في عام 2009، قبلت محكمة العدل العليا جمعية الحقوق المدنية في التماس الاحتلال ضد أمر جيش الاحتلال الذي يحظر على الفلسطينيين السير على الطريق السريع 443. يجب أن يبدأ سريان الحكم بعد خمسة أشهر من إصداره؛ مما يسمح للفلسطينيين باستخدام الطريق لأول مرة. منذ أكتوبر 2000، عندما تم إغلاقه بعد اندلاع الانتفاضة الفلسطينية الثانية.

### حرية حركة الاحتلال
لا يُسمح للمستوطنين بالدخول إلى المنطقة "أ" (التي تسيطر عليها السلطة الفلسطينية بالكامل)، ولا يُنصح لهم بالدخول إلى المنطقة "ب". يُسمح للاحتلال بحرية الحركة في المنطقة "ج" وعلى طول جميع طرق الضفة الغربية الرئيسية التي تربط بين المستوطنات الإسرائيلية.

## الحركة بين غزة والضفة الغربية
بموجب اتفاقيات أوسلو، يتم الاعتراف بالضفة الغربية وقطاع غزة «كوحدة إقليمية واحدة، وسيتم الحفاظ على سلامتها خلال الفترة المؤقتة». غير أن الاحتلال غير هذا الموقف ويعتبر الآن الضفة الغربية وقطاع غزة «منطقتين منفصلتين ومختلفتين».
أحمد نصار، فلسطيني من مواليد غزة في نابلس، اضطر إلى الانتظار 12 عامًا لزيارة والديه في غزة. كان عليه السفر عبر الأردن ومصر، لأن زوجته وأطفاله لم يحصلوا على تصريح لدخول الأراضي المحتلة. استغرق الأمر ثلاثة أيام للوصول إلى غزة.
حصل لاعب كرة القدم في غزة سليمان عبيد على تصريح من الاحتلال بالانتقال إلى الضفة الغربية، ولكن مرة واحدة فقط، دون السماح بزيارات مؤقتة إلى غزة، ودون زوجته وطفليه. يُسمح له بالسفر إلى الخارج عبر جسر اللنبي فقط للعب في مباريات كرة القدم. كان عليه أن يتخلى عن وظيفته للعيش مع أسرته في غزة.
لا يُسمح لسكان غزة بالسفر إلى الضفة الغربية إلا في حالات إنسانية استثنائية، لا سيما الحالات الطبية العاجلة، ولكن لا يشمل ذلك الزواج. لا يمكن السفر من الضفة الغربية إلى غزة إلا إذا تعهد الشخص بالانتقال الدائم إلى غزة. بما أن الاحتلال يسمح بسهولة بالمرور عندما يتعلق الأمر بمقيم في الضفة الغربية يرغب في الانتقال بشكل دائم إلى غزة، يتساءل هموكيد وبتسيلم عما إذا كانت اعتبارات الاحتلال المعلنة تخفي المخاوف الديموغرافية غير المشروعة.

### الممر الآمن بين غزة والضفة الغربية
من أجل جعل التنقل الحر ممكن بين المناطق، تم إنشاء «ممر آمن». في وقت مبكر من 4 مايو 1994، وافق الإحتلال ومنظمة التحرير الفلسطينية على 3 طرق مرور آمنة بين غزة وأريحا. في انتظار مفاوضات الوضع الدائم، في 5 أكتوبر 1999، وقع الإحتلال ومنظمة التحرير الفلسطينية بروتوكولًا لإنشاء «ممر آمن» يخضع لسيطرة الاحتلال. لم يتم تنفيذ البروتوكول بالكامل بالكامل ولم يعمل الممر الآمن إلا لمدة تقل عن عام واحد، من أكتوبر 1999 إلى سبتمبر 2000. مما يجبر الفلسطينيين على السفر عبر مصر والأردن مما يجعل الرحلة، وعادة ما تستغرق بضع ساعات بالسيارة، باهظة الثمن (تكلف الآلاف من الشيكل)، وتمتد إلى عدة أيام، ويجعلها تعتمد على السلطات المصرية والأردنية. من حيث المبدأ، يحظر على سكان غزة استخدام معبر الأردن والضفة الغربية على أي حال.
في اتفاق تشرين الثاني / نوفمبر 2005 بشأن الحركة والوصول، وافقت الإحتلال والسلطة الفلسطينية على إعادة إنشاء ممر آمن، لكنه لم يتحقق.
في عام 2013، تم بناء ماسح ضوئي متطور للحاويات عند معبر كرم أبو سالم بهدف رئيسي هو تمكين استئناف الصادرات من غزة إلى الضفة الغربية، وكذلك إلى أوروبا وبقية العالم، مع معالجة المخاوف الأمنية للاحتلال. ومع ذلك، يرفض الاحتلال استخدام الماسح الضوئي للتصدير إلى الضفة الغربية - لأسباب أمنية، يريد الاحتلال عزل الضفة الغربية عن قطاع غزة، والسماح للبضائع من القطاع بالضفة الغربية يتعارض مع هذه السياسة. تكلف الماسحة الضوئية ملايين الدولارات وتبرعت بها الحكومة الهولندية للسلطة الفلسطينية.

## الحركة بين غزة والمناطق المحتلة
يتم قبول سكان غزة فقط في المناطقالمحتلة في حالات إنسانية استثنائية. منذ عام 2008، لا يُسمح لهم الإقامة في المناطق المحتلة.

## حصار غزة

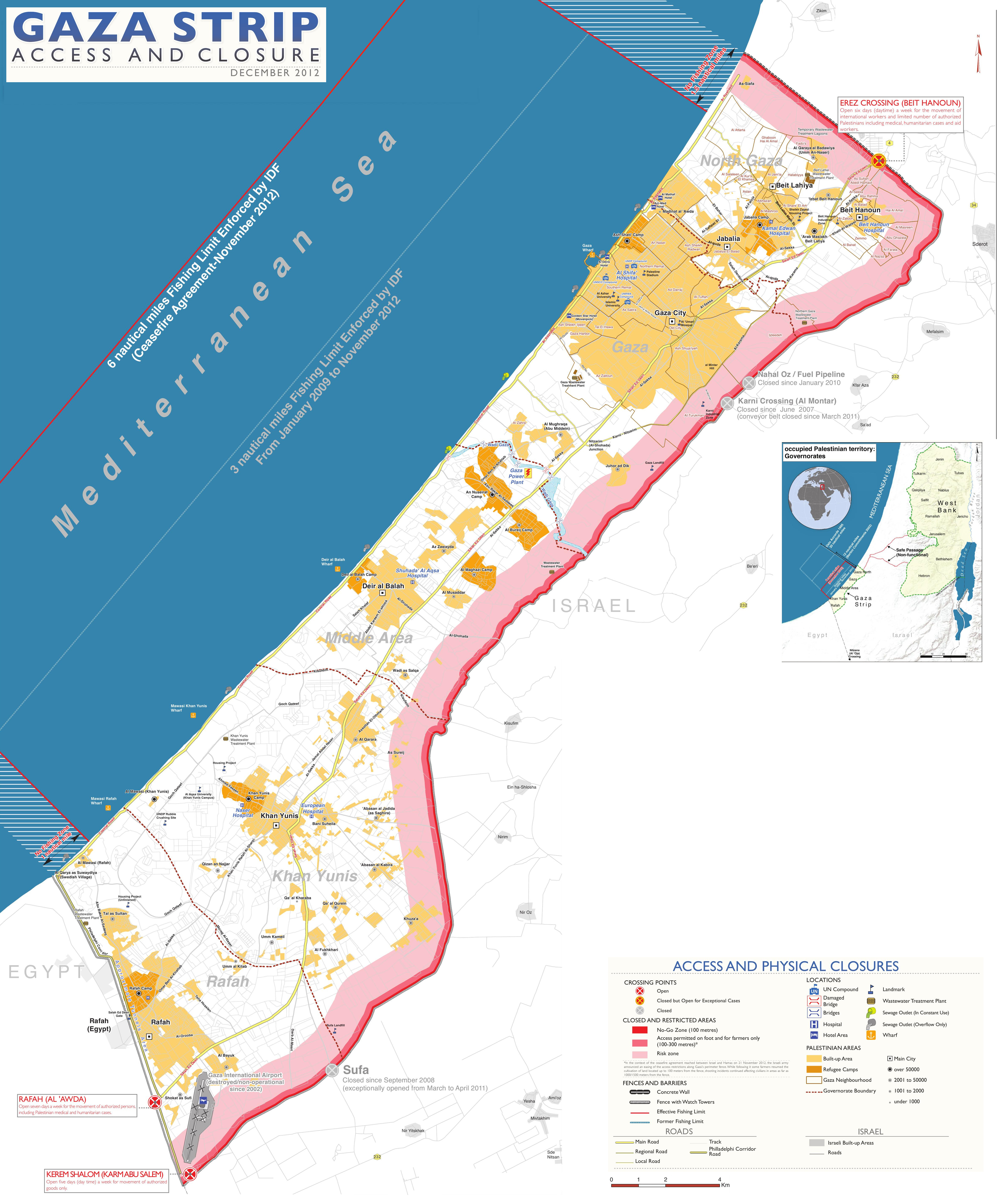
قطاع غزة، مع حدود تسيطر عليها إسرائيل ومنطقة صيد محدودة

غادر جيش الإحتلال قطاع غزة في 1 سبتمبر 2005 كجزء من خطة الإحتلال لفك الارتباط. أبرم اتفاق بشأن الحركة والوصول بين إسرائيل والسلطة الفلسطينية في نوفمبر 2005 لتحسين حرية الحركة الفلسطينية والنشاط الاقتصادي في قطاع غزة. بموجب شروطها، كان من المقرر إعادة فتح معبر رفح مع مصر، مع مراقبة العبور من قبل السلطة الوطنية الفلسطينية والاتحاد الأوروبي. يُسمح فقط للأشخاص الذين يحملون بطاقات هوية فلسطينية أو رعايا أجانب، باستثناء فئات معينة خاضعة لرقابة الاحتلال، بالدخول والخروج.
في يونيو 2007، سيطرت حماس على قطاع غزة. بعد الاستيلاء، أغلقت مصر والإحتلال معابرهما الحدودية مع غزة إلى حد كبير.
وفقًا لمنظمة بتسيلم، فإن الحصار المفروض على غزة أضر باقتصاد غزة وأضر بشكل كبير بالتجارة الفلسطينية بين الضفة الغربية وقطاع غزة. حدد الاحتلال من منطقة صيد الأسماك على طول ساحل غزة إلى حد كبير، مما حال دون وصول الفلسطينيين إلى 85% من المناطق البحرية المخصصة لهم في اتفاقية غزة - أريحا لعام 1994. يتعرض الصيادون للهجوم وغالبًا ما يتم الاستيلاء على قواربهم.

## جو غزة والموانئ
لا يسمح الاحتلال بتشغيل المطارات الجوية والموانئ البحرية في غزة، في انتهاك للاتفاقات اللاحقة بين الاحتلال والفلسطينيين. تم تدمير مطار غزة، بتمويل من الدول المانحة، جراء القصف والجرافات الإسرائيلية. تم تدمير مشروع ميناء غزة، الذي بدأ في عام 2000، من قبل جيش الاحتلال، بعد بضعة أشهر من بدء البناء.

## التأثير على الرعاية الطبية
يتعرض الفلسطينيون المرضى والجرحى الذين يحتاجون إلى رعاية طبية حادة للخطر بسبب قيود الاحتلال على الحركة. يحتاج سكان القرى والمناطق النائية إلى تصاريح للسفر إلى المستشفيات الواقعة في المناطق الوسطى. الحصول على التصاريح أمر صعب، حيث يتطلب الأمر الحصول على مستندات طبية تشهد على المرض بالإضافة إلى تأكيد أن المستشفى هي المنشأة الوحيدة التي يتوفر فيها العلاج ووقت وتاريخ الموعد.
ووفقًا لمنظمة بتسيلم، فحتى إذا كان لديهم تصريح ساري المفعول، يجب على المرضى الفلسطينيين السفر على طرق طويلة متعرجة وغير مصححة، وغالبًا ما يتأخرون لفترات طويلة عند نقاط التفتيش. إذا احتاجوا إلى رعاية طبية في الليل، فيجب عليهم الانتظار حتى تفتح نقاط التفتيش خلال اليوم. يُمنع بعض المجتمعات الفلسطينية من استخدام سياراتهم أو سيارات الإسعاف الخاصة بهم حتى يسافر المرضى إلى المستشفيات سيراً على الأقدام.[بحاجة لمصدر] في عام 2007، وثقت بتسيلم خمس حالات توفي فيها فلسطينيون مريضون أو مصابون بعد تأخرهم عند نقاط تفتيش. تواجه المستشفيات الفلسطينية في الضفة الغربية صعوبة في العمل بسبب التأخير في وصول الأطباء والموظفين نتيجة لقيود الحركة. وقد حال هذا دون تطوير الخبرة الطبية في النظام الصحي الفلسطيني حيث يُمنع الموظفون من الحصول على تدريب أثناء الخدمة ويمنع الطلاب من الذهاب إلى الجامعة.

### علاج النساء الحوامل
إن الحصول على العلاج الطبي يمثل مشكلة خاصة بالنسبة للنساء الفلسطينيات الحوامل اللواتي يوشكن على الولادة، حيث أن تاريخ الولادة لا يمكن التنبؤ به إلى حد كبير، لكن التصاريح الممنوحة صالحة فقط لمدة يوم أو يومين، كما هو الحال بالنسبة لمعظم المرضى. لذلك يجب على النساء تجديد تصاريحهن باستمرار، ونتيجة لذلك، في بعض الحالات، دخلت الأمهات المخاض وأنجبن عند الحواجز لأنهن لم يكن لديهن تصاريح حديثة. في عام 2007، وقعت 5 ولادة من هذا القبيل عند الحواجز. بين عامي 2000 و 2006، أنجبت أكثر من 68 امرأة فلسطينية عند نقاط الحواجز، وفقاً لإحصائيات وزارة الصحة الفلسطينية. من هؤلاء، 35 امرأة إجهاض، وتوفيت خمس في الولادة.

## الآثار الاقتصادية
وفقًا لمنظمة بتسيلم، فإن القيود المفروضة على الحركة التي فرضها الإحتلال منذ الانتفاضة الفلسطينية الثانية مقبولة عمومًا كسبب رئيسي لتدهور الاقتصاد الفلسطيني وكسبب لزيادة البطالة والفقر بين الفلسطينيين في الضفة الغربية.
وفقًا لمنظمة بتسيلم، فقد عشرات الآلاف من الفلسطينيين وظائفهم في الأراضي المحتلة عام 1948 كنتيجة مباشرة لإغلاق الضفة الغربية التي بدأها الاحتلال في بداية الانتفاضة الثانية. قبل الإغلاق، كان هناك 110,000 فلسطيني يعملون في أراضي المحتلة عام 1948، التي تقلصت إلى حد كبير اعتمادًا على عدد التصاريح التي تقرر الاحتلال إصدارها للفلسطينيين.
ووفقًا لمنظمة بتسيلم، فإن حواجز الإحتلال والقيود داخل الضفة الغربية تجعل من الصعب على الفلسطينيين الانتقال إلى أماكن عملهم ونقل البضائع إلى أماكن الحاجة إليها. وقد أدى ذلك إلى زيادة تكاليف النقل وبالتالي أدى إلى انخفاض الأرباح للشركات العاملة في المناطق. وفقًا لمنظمة بتسيلم، فإن القيود جعلت التجارة بين قطاعات مختلفة من الضفة الغربية غير فعالة ومكلفة وغير منتظمة، وقد أدى ذلك إلى تقسيم اقتصاد الضفة الغربية إلى أسواق محلية أصغر. الزراعة والسياحة قطاعان تضررا بشدة بسبب القيود المفروضة على الحركة.
وفقًا لمنظمة بتسيلم، فإن المستوردين والمصدرين الفلسطينيين تضرروا بشكل خاص من قيود الاحتلال على التجارة. واجه المصنّعون الفلسطينيون الذين يحتاجون إلى استيراد المواد الخام أيضًا صعوبات، والاقتصاد الفلسطيني يعتمد اعتمادًا كبيرًا على التجارة الخارجية.
يخلص تقرير للبنك الدولي إلى ما يلي: «ما دامت قيود الاحتلال على الوصول إلى الأراضي والموارد المائية والتنقلات قائمة، وما زالت غالبية الضفة الغربية يتعذر الوصول إليها إلى حد كبير للاستثمار الاقتصادي الفلسطيني، وسيظل مناخ الاستثمار غير مواتٍ. وفرص العمل أقل بكثير من إمكانات».

## مشروعية القيود
الحق في حرية التنقل داخل الدول معترف به في المادة 13 من الإعلان العالمي لحقوق الإنسان، الذي اعتمدته الجمعية العامة للأمم المتحدة في عام 1948.
جادلت بتسيلم أن عواقب القيود المفروضة على الوضع الاقتصادي كانت شديدة على السكان الفلسطينيين لدرجة أنهم ينتهكون الحقوق التي يكفلها العهد الدولي الخاص بالحقوق الاقتصادية والاجتماعية والثقافية - ولا سيما الحق في كسب الرزق والحق إلى مستوى معيشي مقبول، والحق في التغذية والملبس والسكن بشكل مرضٍ، والحق في الحصول على أفضل مستوى للصحة البدنية والعقلية.
تجادل بتسيلم أيضًا بأن القيود المفروضة على المرضى الفلسطينيين المصابين والجرحى والحوامل الذين يلتمسون رعاية طبية حادة تتعارض مع القانون الدولي الذي ينص على وجوب منح المهنيين الطبيين والمرضى مرورًا مفتوحًا.

### محكمة الاحتلال العليا
قبلت المحكمة العليا موقف الاحتلال، وهو أن لها الحق في منع حرية حركة الناس عبر الأراضي المحتلة من قطاع غزة لأسباب أمنية. وفقاً لأميرة هس من صحيفة هآرتس، تتحدى هذه السياسة أحد مبادئ اتفاقيات أوسلو، التي تنص على أن غزة والضفة الغربية تشكلان وحدة جغرافية واحدة.